# ري بارلور
ري بارلور (Ray Parlour) (7 مارس 1973 في المملكة المتحدة – )؛ هو لاعب كرة قدم كان يلعب كلاعب وسط. يلعب مع منتخب إنجلترا لكرة القدم منذ عام 1999.

## مسيرته الكروية
لعب ري بارلور خلال مسيرته الاحترافية مع 3 أندية في سبعة عشر موسمًا وسجل خلالها 22 هدفًا ضمن 399 مباراة. حيث فاز في أربعة مواسم بالكأس وفي أربعة مواسم بالدوري.
خاض ري بارلور مسيرته مع نادي أرسنال في موسم 1990–91 ليلعب معه أربعة عشر موسمًا، مشاركًا في 338 مباراة سجل خلالها 22 هدفًا. ثم انتقل إلى نادي ميدلزبره في موسم 2004–05 ولمدة موسمين، حيث شارك في 46 مباراة ولم يسجل أي هدف. لينتقل بعدها إلى نادي هال سيتي في موسم 2006–07 لمدة موسم واحد، مشاركًا في 15 مباراة ولم يسجل أي هدف أيضًا.

## وصلات خارجية
- ري بارلور على موقع الاتحاد الدولي (مؤرشف)  (الإنجليزية)
- ري بارلور على موقع الاتحاد الأوربي (الإنجليزية)
- ري بارلور على موقع قاعدة بيانات كرة القدم.إي يو (الإنجليزية)
- ري بارلور على موقع ناشيونال فوتبول تيمز (الإنجليزية)
- ري بارلور على موقع Soccerbase.com (لاعب) (الإنجليزية)
- ري بارلور على موقع عالم كرة القدم.نت (الإنجليزية)